# CHAGE and ASKA CONCERT TOUR 01-02 NOT AT ALL
『CHAGE and ASKA CONCERT TOUR 01-02 NOT AT ALL』（チャゲアンドアスカ・コンサート・ツアー ゼロイチーゼロニ ノット・アット・オール）は、CHAGE and ASKAのライブ・ビデオ。2002年4月24日にVHSとDVDで発売された。発売元はユニバーサルミュージック。

## 概要
2001年10月6日から2002年5月22日に行われたコンサートツアー「Mitsui Sumitomo Insurance Presents CHAGE and ASKA CONCERT TOUR 01>>02 NOT AT ALL」の中から、2月23日と24日に行ったNHKホール公演の模様を収録した映像作品。
特典ディスクにはバックステージパスの映像やオープニングムービーのメイキング映像、2001年に発売されたシングル4曲のMVが収録されている。

## 収録曲

### DISC 1
1. 〜Opening Movie〜
2. One Day
作詞・作曲：ASKA
3. もうすぐだ
作詞・作曲：ASKA
4. 明け方の君
作詞・作曲：ASKA
5. Born the trap
作詞・作曲：CHAGE
6. no doubt
作詞・作曲：ASKA
7. 砂時計のくびれた場所
作詞・作曲：ASKA
8. ふたりなら
作詞：CHAGE and ASKA　作曲：CHAGE
9. 告白
作詞：青木せい子　作曲：CHAGE
10. MOON LIGHT BLUES
作詞・作曲：ASKA
11. 鏡が映したふたりでも
作詞・作曲：ASKA
12. 夢の飛礫
作詞：CHAGE　作曲：CHAGE・Tom Watts
13. C-46
作詞・作曲：ASKA
14. SAY YES
作詞・作曲：ASKA
15. パラシュートの部屋で
作詞・作曲：ASKA
16. HOTEL
作詞・作曲：ASKA
17. higher ground
作詞・作曲：ASKA
18. YAH YAH YAH
作詞・作曲：ASKA
19. drums solo
20. Introducion for can do now
21. can do now
作詞・作曲：ASKA
22. NとLの野球帽
作詞・作曲：CHAGE
23. ロケットの樹の下で
作詞・作曲：ASKA
24. not at all
作詞：ASKA・松井五郎　作曲：ASKA
25. credits
このクレジットには「C-46」に収録されている「C-46 remix」が使われている。
なお、Ending Movieは収録されていない。

### DISC 2
1. Backstage Pass
2. 1,000th Concert
3. Making of Opening Movie
4. The Road
5. Music Videos
  1. ロケットの樹の下で
  2. パラシュートの部屋で
  3. C-46
  4. 夢の飛礫
6. シークレットトラック：アリーナ追加公演 TV SPOTS
  1. 電話編
  2. マフラー編
  3. イヤン編
  4. アベック編